# Stanley Andrews
Pour les articles homonymes, voir Andrews.
Stanley Andrews est un acteur américain, né le 28 août 1891 à Chicago (Illinois), mort le 23 juin 1969 à Los Angeles (Californie).

## Filmographie partielle
- 1933 : Roman Scandals de Frank Tuttle
- 1934 : Evelyn Prentice de William K. Howard
- 1935 : Time Square Lady de George B. Seitz
- 1935 : Brigade spéciale (Men Without Names) de Ralph Murphy
- 1935 : Mondes privés (Private Worlds) de Gregory La Cava
- 1935 : It Happened in New York de Alan Crosland
- 1935 : Mississippi
- 1935 : Goin' to Town de Alexander Hall
- 1935 : Hold em Yale de Sidney Lanfield
- 1935 : People Will Talk de Alfred Santell
- 1935 : So Red the Rose de King Vidor
- 1935 : Murder Man de Tim Whelan
- 1935 : Woman Wanted de George B. Seitz
- 1935 : It's in the Air de Charles Reisner
- 1935 : Sa Majesté s'amuse (All the King's Horses) de Frank Tuttle
- 1935 : Qui ? (College Scandal) d'Elliott Nugent
- 1936 : La Légion des damnés (The Texas Rangers) de King Vidor
- 1937 : La Furie de l'or noir (High, Wide, and Handsome) de Rouben Mamoulian
- 1937 : Deux Femmes (John Meade's Woman) de Richard Wallace
- 1938 : The Lady Objects d'Erle C. Kenton
- 1938 : Pour un million (I'll Give a Million) de Walter Lang
- 1939 : Homicide Bureau de Charles C. Coleman
- 1940 : L'Oiseau bleu (The Blue Bird) de Walter Lang
- 1940 : Les Révoltés du Clermont (Little Old New York) de Henry King
- 1941 : L'Appel du Nord (Wild Geese Calling) de John Brahm
- 1942 : Mon amie Sally (My Gal Sal) d'Irving Cummings
- 1944 : La Princesse et le Pirate (The Princess and the Pirate) de David Butler
- 1946 : Wake Up and Dream de Lloyd Bacon
- 1947 : Scared to Death de Christy Cabanne
- 1947 : Traquée (Framed) de Richard Wallace
- 1947 : Ils étaient quatre frères (Blaze of Noon) de John Farrow
- 1947 : En route vers Rio (Road to Rio) de Norman Z. McLeod
- 1948 : Visage pâle (The Paleface) de Norman Z. McLeod
- 1948 : Un million clé en main (Mr. Blandings builds his Dream House) de Henry C. Potter
- 1949 : Le Dernier Bandit (The Last Bandit) de Joseph Kane
- 1950 : Voyage sans retour (Where Danger Lives) de John Farrow
- 1951 : La Vallée de la vengeance (Vengeance Valley) de Richard Thorpe
- 1951 : Superman et les Nains de l'enfer (Superman and the Mole Men) de Lee Sholem
- 1952 : La Femme aux revolvers (Montana Belle) d'Allan Dwan
- 1953 : Meurtre à bord (Dangerous Crossing) de Joseph M. Newman : Steward des cabines
- 1953 : Les Révoltés de la Claire-Louise (Appointment in Honduras) de Jacques Tourneur
- 1954 : Vengeance à l'aube (Dawn at Socorro) de George Sherman
- 1956 : La corde est prête (Star in the Dust) de Charles F. Haas